# S-Bahn
S-Bahn es la red ferroviaria de transporte metropolitano y suburbano en Alemania, Austria y Suiza. El nombre es una abreviación de Stadtschnellbahn (tren rápido metropolitano, en alemán) que se introdujo en diciembre de 1930 en Berlín al encontrarse ya en uso oficiosamente el término "SS-Bahn" (Stadtschnellbahn).  El S-Bahn es una red ferroviaria que cubre tanto el tráfico metropolitano como el regional y que se caracteriza por su alta eficiencia y sus itinerarios sincronizados. El uso de vías separadas, unidades de tren eléctricas y puertas al nivel de los andenes contribuyen a la consecución de este objetivo. El término S-Bahn ha dado lugar, en idioma alemán, a otras notaciones similares, como R-Bahn para los trenes regionales.
El símbolo del S-Bahn de Alemania es una letra "S" blanca en un círculo verde. En Austria, las líneas y estaciones del S-Bahn se identifican con una "S" blanca dentro de un círculo azul. Hay sistemas S-Bahn en Viena, Salzburgo, Graz e Innsbruck, siendo el vienés el mayor y más antiguo. En Suiza son conocidos como S-Linien (líneas S).

## Desarrollo

### Tracción a vapor
En 1882, el creciente número de trenes de vapor alrededor de Berlín obligaron a los Ferrocarriles prusianos (Preußische Staatseisenbahn) a construir vías de tren separadas para el tráfico suburbano. El Berliner Stadtbahn conectaba las ocho estaciones ferroviarias de Berlín que se encontraban dispersas en la ciudad. Una tarifa más baja para los recién fundados Berliner Stadt-, Ring- und Vorortbahn (tren urbano, circular y suburbano de Berlín) se introdujo el 1 de octubre de 1891. Este precio y la creciente sucesión de trenes hizo que los servicios de distancias cortas se apartaran de las vías de otros servicios de ferrocarriles no suburbanos.
La segunda línea suburbana de ferrocarril fue el Hamburg-Altonaer Stadt- und Vorortbahn que conectaba a Hamburgo con Altona y Blankenese. La dirección en Altona de la Preußische Staatseisenbahn estableció el sistema de trenes a vapor en 1906.

### Tracción eléctrica

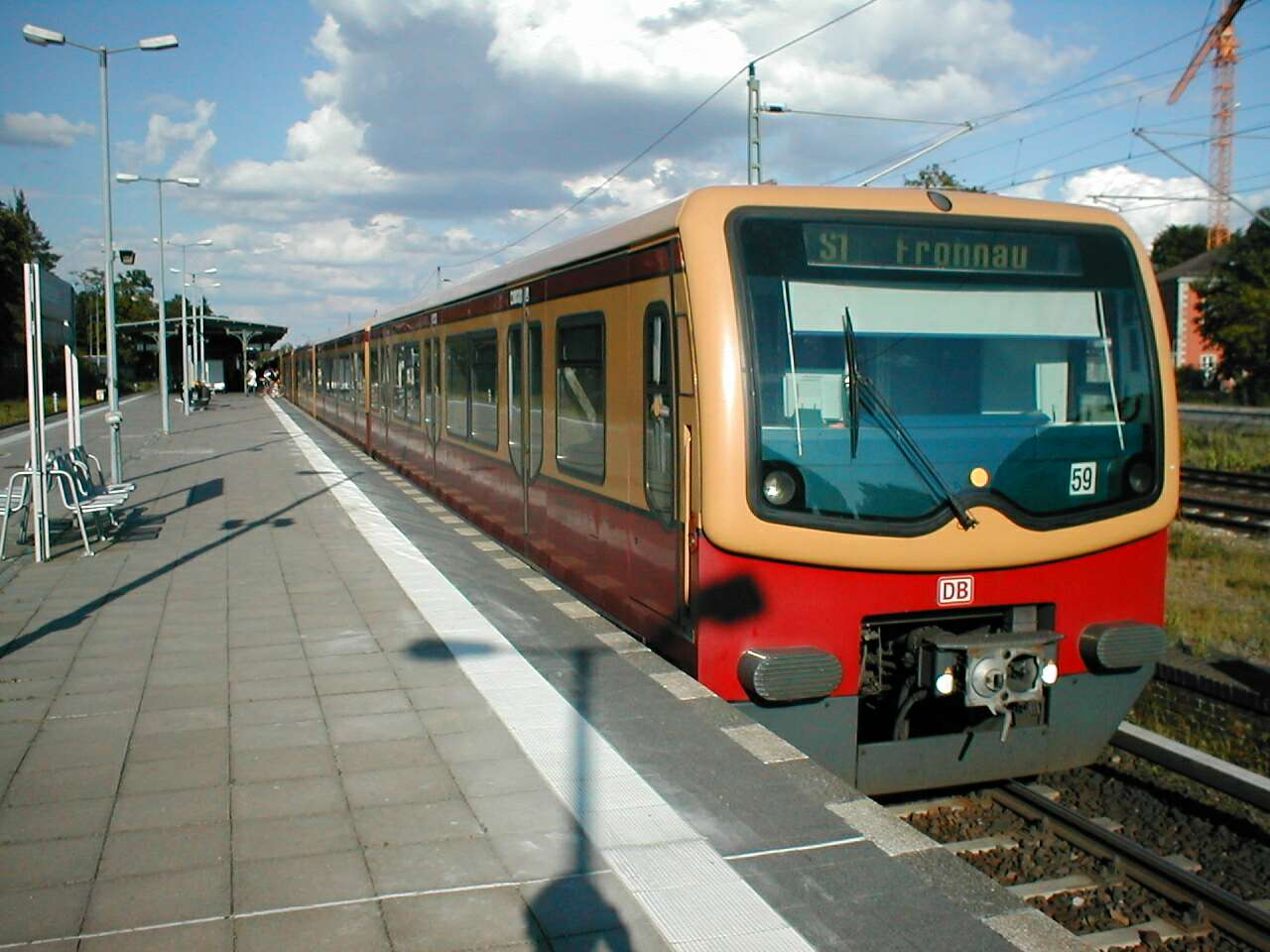
Automotor de la serie 480 del S-Bahn Berlin AG.

El inicio del siglo XX vio la construcción de los primeros trenes eléctricos que operaban a 15 kV en corriente alterna y por medio de catenarias. Cuando los trenes de vapor empezaron a ser vistos como una molestia por cada vez más gente, el Berliner Stadt-, Ring- y Vorortbahn los sustituyeron por automotores de corriente continua a 750 V con captador a través de un tercer carril. En 1924, se inauguró la primera línea electrificada. Se escogió el tercer carril porque hacía más fácil tanto la modificación del trazado del tren (especialmente en túneles y debajo de puentes), como el uso compartido de trenes eléctricos y de vapor.
Para separarlo de su competidor, el U-Bahn subterráneo, el término S-Bahn reemplazó a Stadt-, Ring- und Vortortbahn en 1930. En 1934 los Hamburg-Altonaer Stadt- und Vorortbahn fueron también renombrados como S-Bahn.
El servicio de Hamburgo había creado una línea experimental de corriente alterna en 1907. La red completa aún utilizó locomotoras de vapor hasta 1940, cuando las viejas locomotoras fueron reemplazadas por automotores eléctricos de 1'2 kV en corriente continua.

### Clasificación
Las líneas del S-Bahn son diferentes de las del U-Bahn, ya que se desarrollaron a partir de vías de tren convencionales. A la fecha las líneas de Alemania y Austria las operan subsidiarias de Deutsche Bahn y Österreichische Bundesbahn, respectivamente (empresas estatales de ferrocarriles).
Las redes S-Bahn se caracterizan por varias o todas de las siguientes características:
- Líneas específicamente numeradas y dedicadas (S1, S2, etc.), cada una con un color diferente en el mapa de la red.
- Servicios a intervalos fijos y frecuentes en cada línea (usualmente cada 10 o 20 minutos), con estaciones de trasbordo que ofrecen mayor frecuencia.
- Vías dedicadas cuando atraviesan varias líneas principales.
- Una sección subterránea debajo del centro de la ciudad, que es usualmente el núcleo donde converge la mayoría de las líneas.
- Recursos dedicados y consistentes a lo largo de la red.
- Integración con otro tipo de transporte local, en cuanto al billetaje y la conectividad.

## Redes S-Bahn en Alemania

Redes S-Bahn en Alemania.

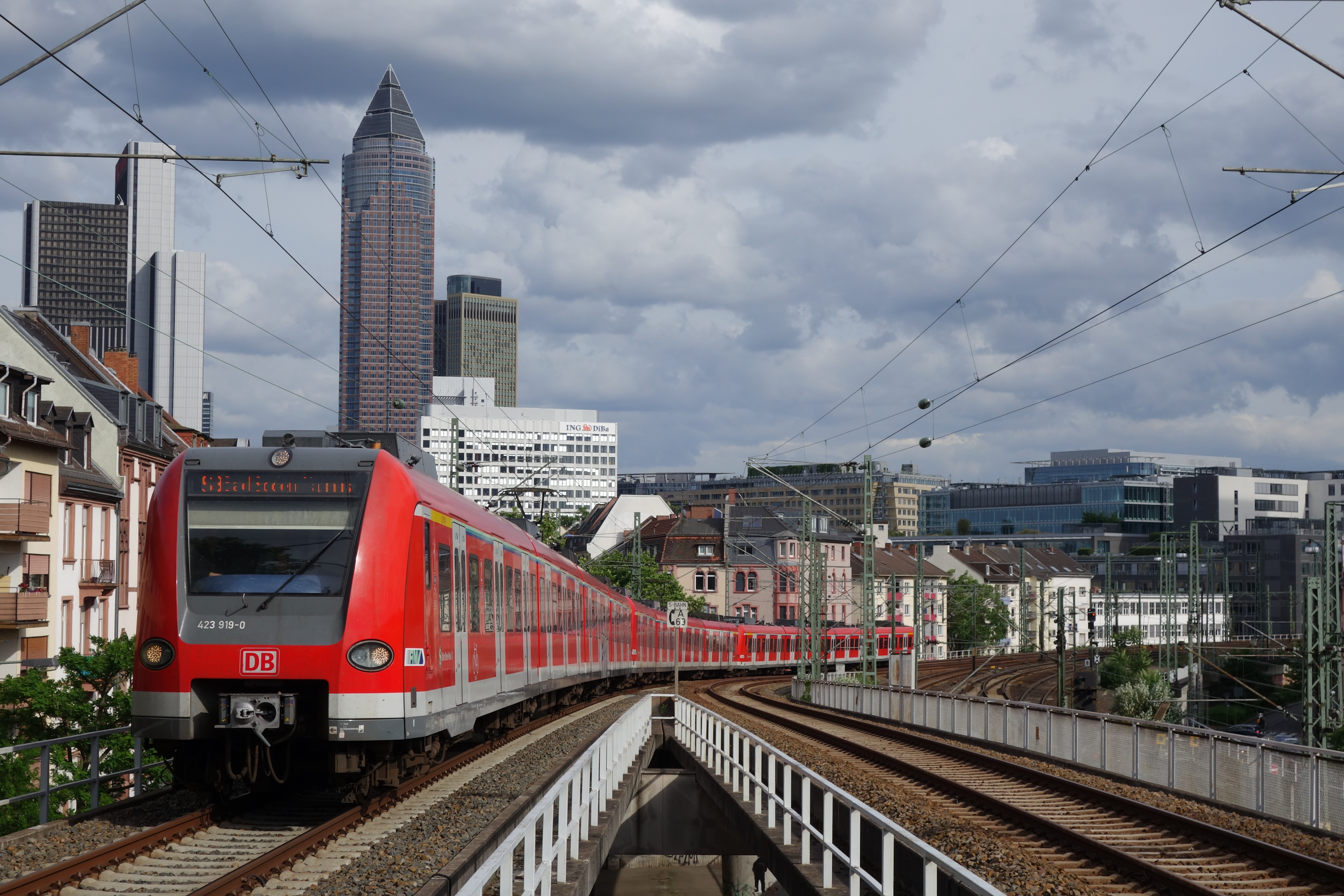
S-Bahn en estación Westbahnhof en Fráncfort del Meno

Los trenes del S-Bahn de Berlín y el S-Bahn de Hamburgo circularon siempre en vías separadas desde su construcción. En otras ciudades, cuando se implantó el sistema S-Bahn, los trenes circulaban compartiendo vías con todo el tráfico ferroviario.
Las estaciones principales de Fráncfort del Meno (Estación Central de Fráncfort del Meno), Múnich (München HBF) y Stuttgart (Stuttgart HBF) son estaciones construidas en fondo de saco, terminando allí la mayoría de los servicios que llegan a ellas. Por eso en las tres estaciones, los trenes del S-Bahn circulan por un túnel debajo de cada estación.
El gran número de ciudades grandes en Ruhr promueve una red policéntrica que conecta todas las ciudades y suburbios. El S-Bahn de Rhein-Ruhr tiene pocos túneles y sus rutas son más largas que las de las otras redes. El S-Bahn del Ruhr y el de Salzburgo son los únicos que son operados por más de una compañía. Sin embargo, la mayoría de los S-Bahn suizos son redes operadas por la SBB-CFF-FFS y varias compañías privadas.
La mayoría de los S-Bahn alemanes tienen un sistema tarifario integrado en los precios de la Deutsche Bahn, aunque varios tienen sistemas de tarifas integrados con otras compañías / medios de transporte.

### Núcleos de S-Bahn en Alemania
- S-Bahn de Berlín (Berlín)
- S-Bahn Dresden (Dresde)
- S-Bahn Hamburg (Hamburgo)
- S-Bahn Hannover (Hannover)
- S-Bahn Mitteldeutschland (Leipzig y Halle)
- S-Bahn Magdeburg (Magdeburgo)
- S-Bahn München (Múnich)
- S-Bahn Nürnberg (Núremberg)
- S-Bahn Rhein-Main (Fráncfort del Meno / Maguncia / Wiesbaden)
- S-Bahn RheinNeckar (Ludwigshafen / Mannheim / Heidelberg / Karlsruhe)
- S-Bahn Rhein-Ruhr (Ruhr / Colonia)
- S-Bahn Rostock (Rostock)
- S-Bahn Stuttgart (Stuttgart)
- Breisgau S-Bahn (Friburgo de Brisgovia)

Los S-Bahn de Augsburgo y Bremen tienen planificado iniciar las operaciones en 2011 y 2010, respectivamente.

## Redes S-Bahn en Austria

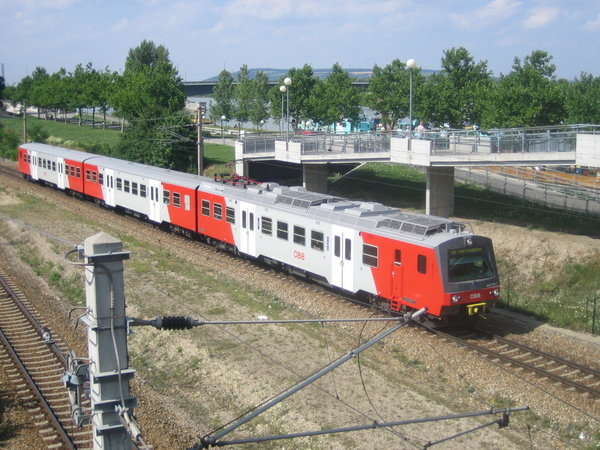
Línea S45 del S-Bahn de Viena.

La red de S-Bahn más antigua de Austria es la Wiener Schnellbahn (en Viena), que se construyó en torno a los años 60, aunque se le conoció como Schnellbahn hasta el 2005. La letra "S" cursiva sobre un círculo azul refleja el acomodo de las vías férreas centrales. Sin embargo, como también es similar a las runas del Schutzstaffel o SS nazis, la S curva mostrada arriba se volvió más común. La base circular fue azul durante mucho tiempo, pero se usa el rojo hoy en día prácticamente para todo el tráfico local.
En 2004, el S-Bahn de Salzburgo se convirtió en el primer S-Bahn Austriaco de eurorregiones, cruzando la frontera a los pueblos vecinos de Salzburgo en Alemania (Freilassing). A la red le dan servicios dos compañías: la Österreichische Bundesbahn y el Salzbuger Lokalbahn AG. El logotipo del S-Bahn de Salzubrgo es una "S" blanca sobre un fondo circular azul.

## Redes S-Bahn en Suiza
El S-Bahn también se usa en los cantones germanohablantes de Suiza, aunque los cantones francoparlantes de esas redes se traducen como RER. Las líneas siguen el prefijo S (por ejemplo, "S2").
La red más antigua en Suiza es el S-Bahn de Berna, que fue inaugurado en 1987. También es la única en su país que usa un logotipo "S" a color. En 1990, el S-Bahn Zúrich inició las operaciones y cubrió el área más grande, abarcando las principales ciudades del cantón. Se creó la iniciativa Bahn 2000 para ofrecer los servicios en la Suiza central (colaboración entre el S-Bahn de Lucerna y Zug Stadtbahn), Sankt Gallen (S-Bahn de Sankt Gallen y el cantón del Tesino TILO (Treno Regionale Ticino Lombardia), que opera servicios internacionales entre Bellinzona y Como.
Los servicios del Regio S-Bahn Basel cubren completamente la Eurorregión "Regio TriRhena", proveyendo así de comunicación fronteriza a Francia y Alemania, comunicando las ciudades de Basilea, Mulhouse, Saint-Louis y Müllheim. Se planea construir el túnel Herzstück Regio-S-Bahn Basel para conectar por otra vía las estaciones de ferrocarril de Basilea (Basel Badischer Bahnhof perteneciente a la Deutsche Bahn y Basel SBB perteneciente a la SBB-CFF-FFS y con vías cedidas a la SNCF).
La Réseau Express Vaudois de Lausana será incorporada al S-Bahn de Leman (o RER Léman en áreas francoparlantes) alrededor del Lago Lemán. Ginebra será el segundo centro de esta red. Se encuentra en proyecto la construcción del Bodensee-S-Bahn o Alpenrhein-Bahn, una red fronteriza para las localidades adyacentes al Lago de Constanza (es decir, los respectivos Estados alemanes, austriacos y suizos).

## Sistemas similares en otros países
Los trenes de cercanías o suburbanos son bien conocidos en el resto del mundo. Sin embargo, la mayoría de ellos difieren del S-Bahn alemán en nombre y planteamiento.

### España
Tren de cercanías Renfe
Hay diferentes redes de cercanías operadas por varias empresas según comunidad autónoma:
- Galicia, Asturias, Cantabria, País Vasco y Región de Murcia cuentan con redes operadas por FEVE.
- Aragón, Asturias, Cantabria, País Vasco, Cataluña, Comunidad Valenciana, Región de Murcia, Comunidad de Madrid y Andalucía disponen de redes operadas por Cercanías de Renfe Operadora.
- El País Vasco cuenta además con redes operadas por Euskotren y MetroBilbao.
- Cataluña tiene asimismo redes operadas por Ferrocarriles de la Generalidad de Cataluña.
- La Comunidad Valenciana cuenta igualmente con redes propiedad de Ferrocarriles de la Generalidad Valenciana y operadas por MetroValencia y TRAM Metropolitano de Alicante.

### Bélgica
El S-Trein es un servicio de cercanías que se implementó en diciembre de 2015 en Bruselas, ideado para desplazamientos cotidianos suburbanos. La SNCB creó en septiembre de 2018 redes parecidas en las ciudades de Amberes, Charleroi, Gante y Lieja.

### Dinamarca
El S-tog de Copenhague se estableció parcialmente en 1934. La "S" en su nombre viene de station (estación). En 2010 tenía 7 líneas, 170 km y 85 estaciones. En el centro de la ciudad hay 35 estaciones y el S-tog está conmpitiendo con el metro de Copenhague. Los trenes más rápidos de la región de Copenhague son los Re-tog (Tren regionales).

### Italia
Las líneas suburbanas de la ATM (Azienda Trasporti Milanesi) fueron renombradas Linee S en 2005, siendo operadas por Trenitalia, FNME (Ferrovie Milano Nord) y TILO (Treno Regionale Ticino Lombardia). Un sistema como el de Milán se planea también para Bolonia.
La Ferrovia Metropolitana de Roma es más parecida a un Regionalbahn, aparte de la ruta FR1 de Orte a Fiumicino y la línea FR3 de Roma Ostiense a Viterbo.
Las líneas de tren suburbano de Nápoles están integradas con la red subterránea del metro. Las dos líneas tipo S-Bahn de Génova corren casi todo el trayecto bajo tierra, por lo que hay planes para incorporarlas a la superficie baja.

### Francia
La Réseau Express Régional francesa ("Red Regional Express") se utilizaba originalmente sólo en París, pero ahora también en otras redes de Francia y Suiza. Sin embargo, sólo el RER de París tiene estaciones y túneles similares al S-Bahn.
Como da servicios a los trenes SNCF, la línea C del metro de Toulouse es llamada a veces "RER tolosano". La red que se tiene proyectada para Lyon será probablemente del tipo tranvía.

### Portugal
Trenes urbanos o de cercanías de Portugal. Estos trenes circulan por las ciudades de Lisboa y Oporto con 4 líneas. Coimbra cuenta 1 línea.

### Suecia
El pendeltåg de la provincia de Estocolmo entró en servicio en los años 60. El pendeltåg y el tunnelbana forman una red comparable al S-Bahn.
De hecho, Pendeltåg no es el nombre del sistema de Estocolmo, sino el equivalente sueco de "S-Bahn". El pendeltåg de Gotemburgo consiste sólo en dos rutas de tren regional (Alingsåspendeln y Kungsbackapendeln).
La red Pågatågen de la provincia de Escania se conoce también como "el pendeltåg de Malmö".

### Reino Unido
Muchas de las ciudades grandes del Reino Unido tienen redes férreas suburbanas, que en ciertos aspectos se parecen al S-Bahn:
- Birmingham tiene una red de cuatro líneas suburbanas que se conocen como Network West Midlands (antes "Centro"), y están integradas con los servicios de autobús y tranvía.
- Cardiff posee su propia red de servicios suburbanos que parte del centro de la ciudad; se conoce como Valley Lines.
- Liverpool dispone de una red suburbana llamada Merseyrail. La parte principal del Merseyrail (las líneas Norte y Wirral) puede considerarse un S-Bahn tal cual.
- Londres tiene como equivalente más cercano la red del Silverlink Metro, pero el parecido será mayor cuando la red se convierta en el London Overground y comience a expandirse.
- Mánchester cuenta con varias líneas suburbanas, pero no se etiquetan como tal y son generalmente vistas como parte de la red más amplia Northern Rail.
- West Yorkshire posee una red de servicios locales patrocinados, conocidos como MetroTrain y radiando principalmente de Leeds.
- Los demás sistemas metropolitanos en Gran Bretaña, como el London Underground, el Docklands Light Railway y el Tyne and Wear Metro, pueden compararse más con el U-Bahn o el Stadtbahn.

### Estados Unidos
- Chicago - el Metra Electric Line que se extiende hacia el sur de la ciudad, comparte varias características con el S-Bahn, como las vías dedicadas, andenes elevados y la electrificación.
- Filadelfia - el SEPTA Regional Rail cuenta con un túnel a través del centro de la ciudad. Sin embargo, varias de sus líneas se extienden fuera de la ciudad a áreas menos pobladas.
- San Francisco - el BART es similar a un S-Bahn porque los dos son un híbrido entre un sistema de transporte rápido y uno de conmutación de trenes. El BART tiene túneles debajo del centro de San Francisco y de Oakland, y vías elevadas en las demás localidades.

### Otros países
Los sistemas comparables al S-Bahn incluyen el Rapid Transit del área de Dublín, el Elektriraudtee de Tallin, el Elektrichka ruso, el HÉV en Budapest, el KCR de Hong Kong, el Rýchlodráha eslovaco, el Szybka Kolej Miejska en Polonia, el GO Train de Toronto, los trains de banlieue de Montreal y la CPTM de São Paulo.